# Mandarintragopán
A mandarintragopán régiesen Cabot füles fácánja (Tragopan caboti) a madarak osztályának tyúkalakúak (Galliformes) rendjébe és a fácánfélék (Phasianidae) családjába tartozó faj.

## Rendszerezése
A fajt John Gould angol ornitológus írta le 1857-ben, a Ceriornis nembe Ceriornis Caboti néven.

## Alfajai
- Tragopan caboti caboti – Fucsien, Csianghszi, Csöcsiang és Kuangtung tartományokban él
- Tragopan caboti guangxiensis – Kuanghszi-Csuang Autonóm Terület tartomány északkeleti részén és Hunan tartomány déli részén fordul elő.

## Előfordulása
Kína délkeleti részén honos. Természetes élőhelyei a mérsékelt övi erdők. Állandó, nem vonuló faj.

## Megjelenése
Testhossza 61 centiméter. A kakas feje fekete színű. Szeme körül és állán nagy, csupasz, narancssárga színű bőrfelület van. Hasa halvány mogyoróbarna. Barnás színű szárnyain és hátán sok, nagy fehér foltot találunk.
A tojó, mint minden tragopánfaj tojója finom barnás színű, jó rejtőszíne van.

## Életmódja
Rügyekkel és magvakkal táplálkozik. Magányosan él.

## Szaporodás
A hím dürgéssel udvarol a tojónak, a sikeres nász után bokrokra vagy alacsony fákra, gallyakból építi fészkét. Fészekalja 3-6 tojásból áll.

## Természetvédelmi helyzete
Az elterjedési területe még nagy, de széttöredezett, egyedszáma 2500-9999 példány közötti és csökken. A Természetvédelmi Világszövetség Vörös listáján sebezhető fajként szerepel.

## Képek

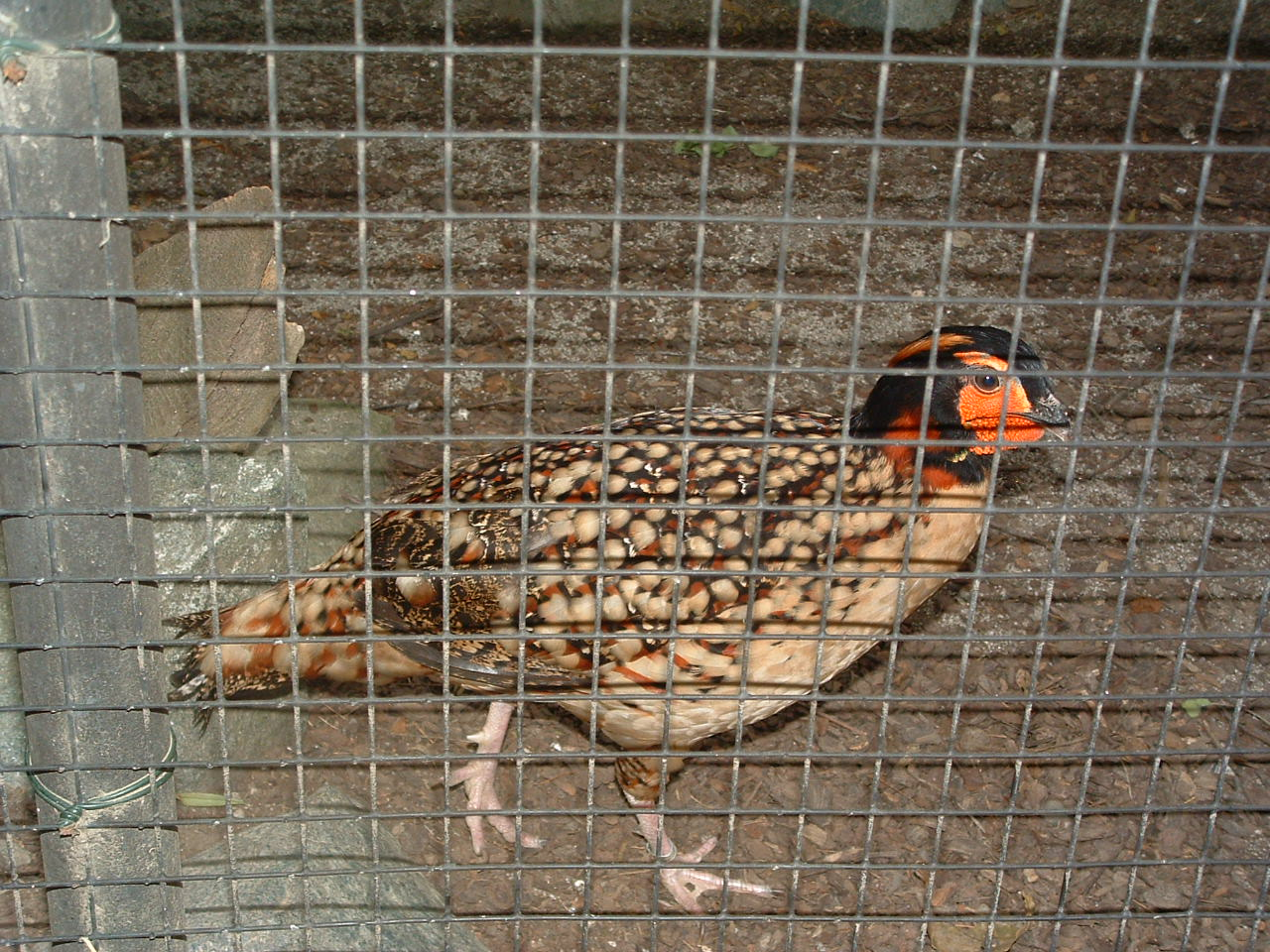
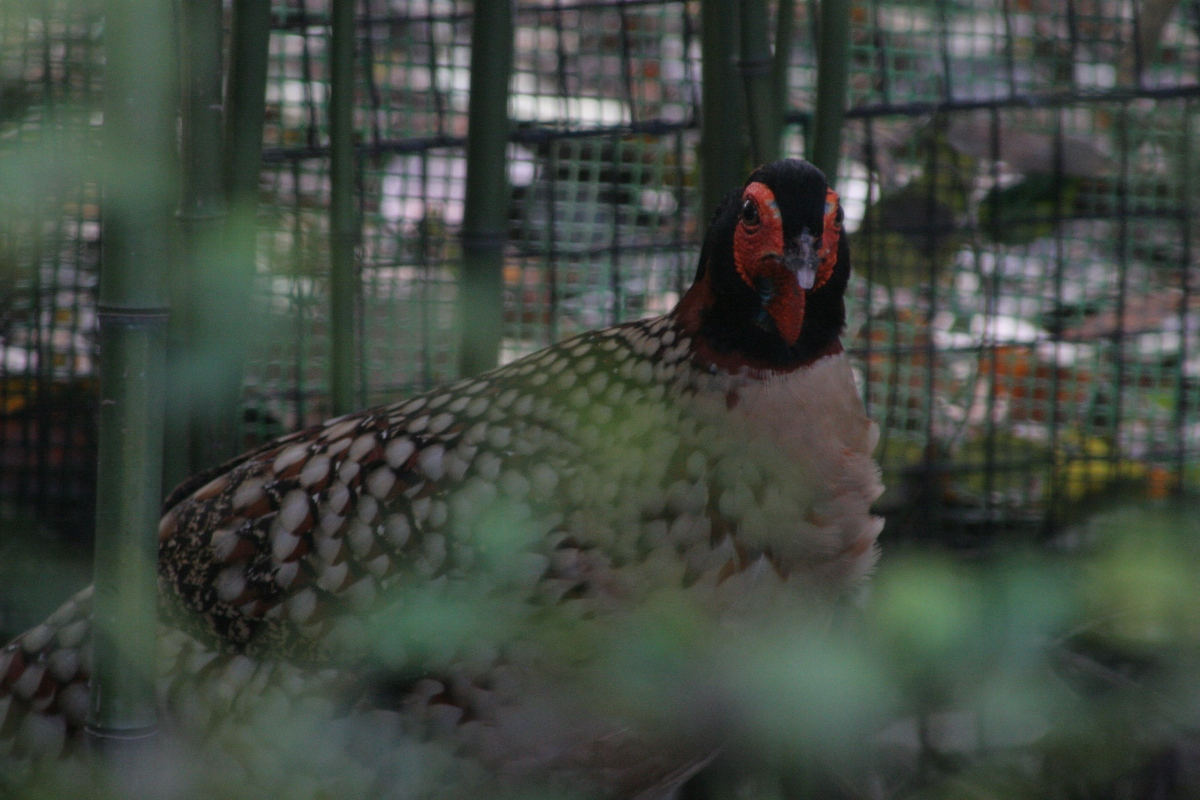
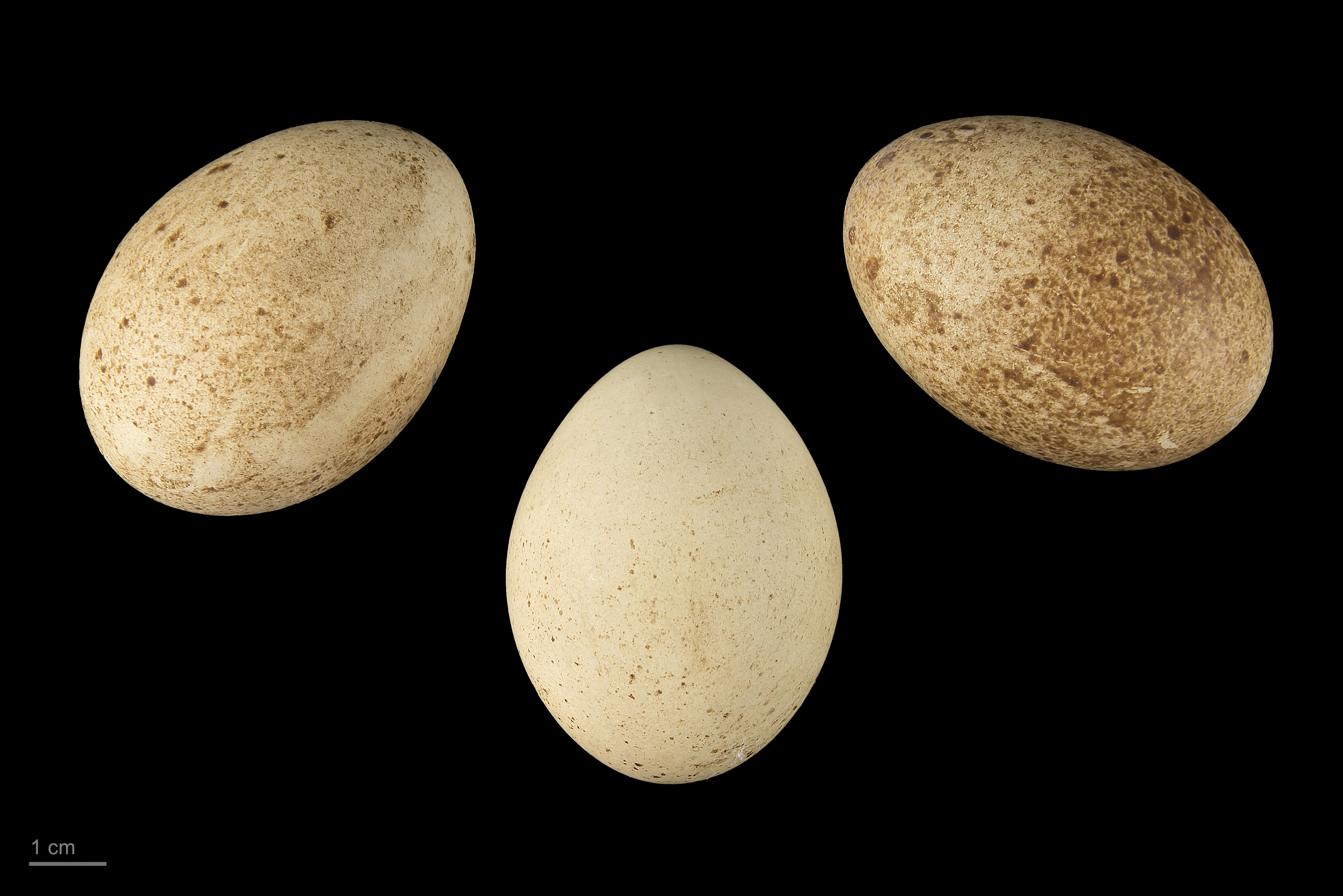
Museum specimen -